# Baka (grupa etniczna)

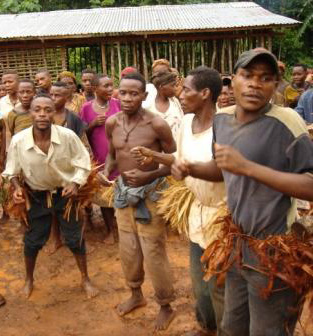
Tancerze Baka

Baka (nazwa pochodzi od słowa bakàmà, oznaczającego „siadać na gałęzi”) – grupa etniczna zamieszkująca Gabon i Kamerun, odłam Pigmejów. Trudno dokładnie określić ich liczebność, w różnych źródłach waha się ona pomiędzy 5 a 28 tys. osób. Tradycyjnie Baka są ludem koczowniczym, chociaż w pewnych okresach prowadzą osiadły tryb życia. Jest to spowodowane wieloma czynnikami, takimi jak masowe wylesianie, pozbawiające Pigmejów zasobów naturalnych. Ponadto współcześni Pigmeje, obserwując tryb życia mieszkańców wsi, sami starają się go naśladować.
Posługują się językiem baka, pozbawionym formy pisanej. Jest to język tonalny z systemem trzech tonów, mających funkcję dystynktywną. 
Do tradycyjnych zajęć Baka zalicza się przede wszystkim łowiectwo, które uprawiane jest nie tylko dla zdobycia pożywienia, ale posiada również znaczenie symboliczne i rytualne. Najlepsi łowcy są bardzo szanowani w społeczeństwie, szczególnie, gdy odznaczają się dużymi umiejętnościami w polowaniach na duże zwierzęta, takie jak słonie. W czasie polowań używa się zatrutych strzał, łuków, dzid i pułapek. W przeciwieństwie do innych plemion strefy równikowej Baka nie korzystają z sieci.
Baka dobrze znają drzewa i rośliny, których korzenie, kłącza, liście i owoce służą im za pożywienie lub wykorzystywane są dla ich właściwości leczniczych. Baka potrafią też sporządzić truciznę przydatną do polowań przy użyciu strzał. Zbierają larwy motyli, termity, grzyby i jagody. Polują nawet na słonie, łowią ryby i wybierają miód z dziupli ukrytych w konarach drzew. Niczego jednak nie gromadzą i nie przechowują, ani nie trudnią się uprawą roli. Zapasy robią jedynie z upolowanego, uwędzonego mięsa, które zjadane jest w ciągu najbliższych dni po polowaniu.
Baka wyznają animizm, czyli zespół wierzeń zakładający istnienie świata materialnego i duchowego oraz przypisujący istnienie duszy roślinom, zwierzętom, minerałom i żywiołom. Baka czczą ducha lasu, zwanego Jengi. Po każdym udanym polowaniu wykonują taniec dziękczynny znany jako Luma.